# Ostrolot maskowy
Ostrolot maskowy (Artamus personatus) – gatunek małego ptaka z rodziny ostrolotów (Artamidae). Występuje w całej, poza północną częścią półwyspu Jork, Australii. Jednakże najpospolitszy jest na zachodzie. Nie jest zagrożony. Nie wyróżnia się podgatunków. Zasięg występowania to około 9 380 000 km².

## Morfologia

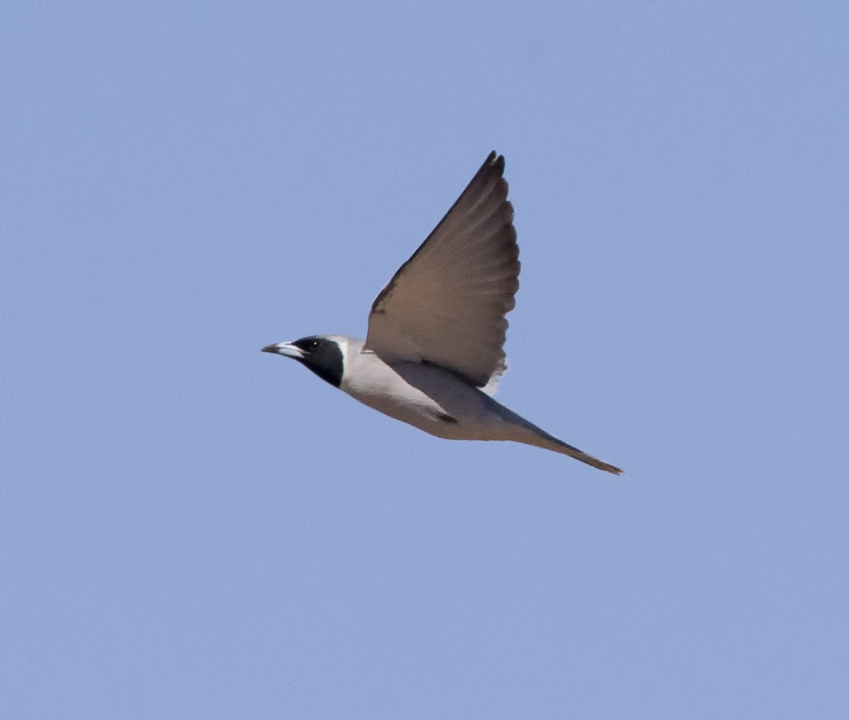
Ostrolot maskowy w locie

WyglądBrak dymorfizmu płciowego. Dosyć długi, ciemnoszary dziób. Na głowie czarna maska. Szary wierzch ciała oraz ogon, ale ma biały koniec. Lotki czarne. Pomiędzy czarną maską a szarą barwą, biały paseczek.
Wymiary
- długość ciała: 19 cm
- rozpiętość skrzydeł: 30 cm
- masa ciała: 31–40 g

## Ekologia i zachowanie
BiotopGłównie na suchych obszarach w głębi kontynentu: luźne zadrzewienia.
ZachowanieDoskonale lata, często wznosi się wysoko w powietrze. Lubi przesiadywać na drutach i drzewach.
GłosW locie wydaje szczebiotliwe głosy kontaktowe. Jego piosenka to delikatny świergot.
PożywienieNektar i bezkręgowce.
LęgiWyprowadza jeden lęg. Swe gniazdo umieszcza w złamanym pniu lub w słupku ogrodzeniowym, a także w krzakach. Jest to płytka miseczka z gałązek i trawy. Gniazduje w koloniach. Swoje 2 lub 3 jaja wysiaduje przez 12 dni. Pisklęta potrafią latać po około dwóch tygodniach.

## Status
Międzynarodowa Unia Ochrony Przyrody (IUCN) uznaje ostrolota maskowego za gatunek najmniejszej troski (LC – least concern) nieprzerwanie od 1988 roku. Liczebność populacji nie została oszacowana, ale ptak ten opisywany jest jako pospolity. Trend liczebności populacji uznaje się za stabilny.